# 选民 (神学)
选民，即天選之人，是指「被上帝拣选的人」。常常被視為是上帝挑選、喜愛的族群。
犹太人認为这个身分只属於他们，因为在《旧约圣经·出埃及记》中提到，希伯来人是上帝特选的子民，将来救世主弥赛亚要降临，拯救以色列人。以色列人还占有“上帝的话”或“上帝的律法”，即上帝借由摩西頒布的《摩西五经》。
亞伯拉罕宗教中，犹太人、基督徒、回教徒（穆斯林），都声称自己接受了上帝的启示，认为自己才是上帝的选民。
古時道教有類似的思想，稱之種民或善種人。

## 被拣选的目的
南北戰爭時，主要由基督徒构成的美国奴隶主以自己的觀點和經歷认为自己是「神所选定」，可以擁有奴隸，讓社會更加進步。与此相反，同样主要由基督徒构成的废奴主义者，包括納粹黨，也认为自己是神所选定给奴隶带来自由和平等的权利。二次大戰時，白人至上主义者相信雅利安人是「神所选定」而优越的，支配其他低等民族是他们的使命。许多宗教和慈善组织认为自己是「神所选定」来照顾病人和受苦的人。然而，被揀選的目的應當以《聖經》的原文的原始理解為基準。以上所提到的所有看法均是以某個階層或者是某個團體自身的觀念與經歷出發的，不一定是《聖經》中的原意。

## 被拣选获得启示
许多宗教相信神向先知启示了一些信息。基督宗教和回教的大部分教派都教导说，他们的信仰，是唯一使人得到拯救的道路。基督宗教與回教的少数教派，以及犹太教、印度教和锡克教则相信其他宗教的信徒，只要行善，也可以通过自己的方式到達神的國。

## 民族优越感
选民的观念有时会带来民族优越感，批评者认为这一观念带来了文化帝国主义、种族主义和排外主义。不过基督徒和犹太人争辩说，选民的身份带来的更多的是责任和奉献，而不是特权。神道教教义中日本人是神选民族，日本是神造国家。

## 犹太教
在犹太教中，相信以色列人是被神拣选与他立约的选民。这种观念与他们传统的部落（支派）观念并无联系，因为非犹太人也能够成为犹太人。
犹太教的选民观念首先见于《摩西五经》。

## 基督教
過往的基督信仰认为基督徒已经取代以色列人成为神的选民。根据这种观点，对以色列的拣选最终将通过耶稣基督的教训来实现，犹太人拒绝基督信仰，不承认耶稣是弥赛亚，更不是上帝的儿子，就不再拥有选民资格。基督取代论者引《新約聖經》来支持他们的观点，说基督徒已取代犹太人成为神的选民和亚伯拉罕的后裔：“没有犹太人或希腊人，没有为奴的或自主的，也没有男和女，因为你们众人在基督耶稣裏，都是一了。你们既属于基督，就是亚伯拉罕的后裔，是照着应许为后嗣了。”

### 加尔文主义
加爾文主義不同於其他宗派的特點，就是極其強調「預選說」，加爾文繼承了奧古斯丁的理念，認為上帝早已預先擇定天選之人，耶穌之死是為那些天選之人贖罪，不是為世上所有的人。天選之人將獲得永生，且不可能抗拒上帝的救恩，天選之人一次得救永遠得救，不可能墮落；但未蒙天選的人則會永墮地獄，而且上帝讓人升入天堂是無條件的揀選，亦不需要行善積德，更不須購買贖罪券。

### 非传统教派

#### 基督复临安息日会
基督复临安息日会认为，安息日会信徒就是启示录12章17节所说，上帝在末日时期选召的“守神诫命、为耶稣作见证”的餘民（Remnant），向世界传扬启示录14章的“三位天使之信息”（three angels' messages）。

#### 後期聖徒運動
在後期聖徒運動中，认为所有加入教會都是与神立约、或被选召的人。

#### 世界和平統一家庭聯合會
文鲜明教导说，韩国是蒙神拣选的国度，负有神圣的使命。

## 伊斯兰教
許多穆斯林相信伊斯兰教是專屬於他們的宗教，所以真主安拉只會救援穆斯林。而另一部分穆斯林，相信安拉會救援每一个好人，可能是有經各派，甚至不分教派。穆斯林相信，真主安拉、基督徒的耶和華和犹太教的四字神名，是同一位神，詳見《古兰经》。

## 印度教
印度教并不强调在國際上选民的概念。大体上，印度教相信通过实践真理和精神修炼来达到解脱，神是公正的。但是在國內用種姓制刻意維護統治者的利益。

## 扩展阅读
- Dave Dean Capucao. . BRILL. 2010. ISBN 978-90-04-18470-1.